# Daniel Saint
Daniel Saint, né le 12 janvier 1778 à Saint-Lô (Manche), où il est mort le 23 mai 1847, est un peintre miniaturiste français.

## Biographie
Élève de Regnault, puis d'Augustin et d'Aubry, il expose au Salon, de 1804 à 1831. Il réalise de nombreux portraits de la famille Bonaparte (impératrice Joséphine, Napoléon Ier, Hortense de Beauharnais), des souverains de la Restauration (Charles X) et de la monarchie de Juillet, ainsi qu’un grand nombre de portraits en miniature, parmi lesquels celui en pied du prince Boris Kourakine, exposé en 1810, du général Compans, du comte Stanislas Rossakouski, en 1812 ; de Zimmerman, en 1814, du duc de Gramont et de Guiche, en 1817.
Considéré comme l’un des plus grands miniaturistes français du XIXe siècle, il a obtenu, en 1806, une médaille de 2e classe, et en 1808, une de 1re classe. Il était peintre du roi, et chevalier de la Légion d’honneur.
En 1842, il quitta la rue Neuve-du-Luxembourg pour retourner à Saint-Lô où il acheva sa vie, cinq ans plus tard. Le musée des Beaux-Arts de la ville possède quelques exemplaires de ses œuvres.
Il est inhumé au cimetière de Saint-Lô.

## Œuvres
- Portrait en miniature, 1804 ;

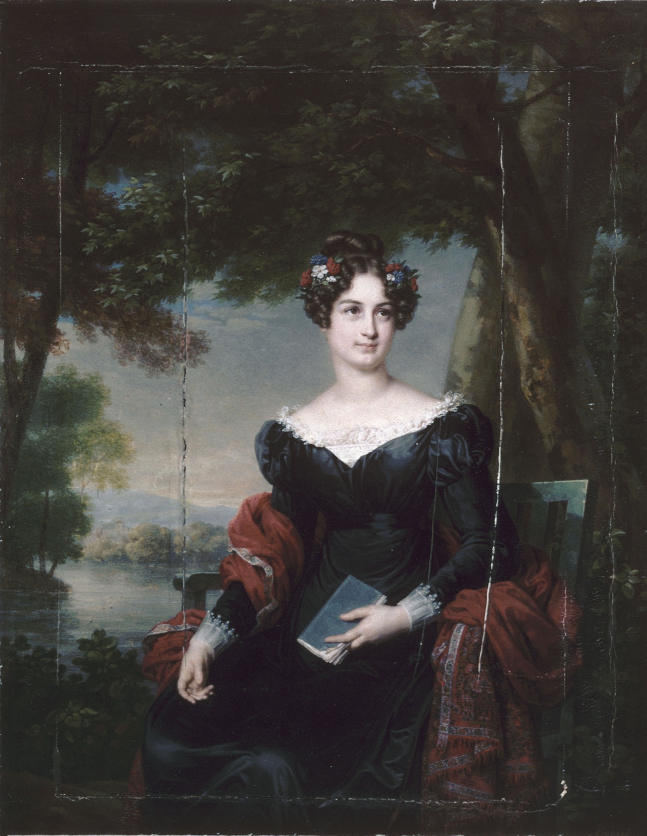
Portrait d’Élise-Cécile Cardon, épouse Lapeyrière

- Un cadre contenant des miniatures, 1806 ;
- Un cadre renfermant plusieurs miniatures, 1808 ;
- Portrait en pied de Mgr le prince Boris de Kourakin, neveu de l’ambassadeur de Russie, 1810 ;
- Portrait en pied de Mlle L. dans un paysage, 1810 ;
- Portrait de son Excellence le Ministre de l’Intérieur, miniature, 1812 ;
- Portrait du général de division Compans, comte de l’Empire, miniature, 1812 ;
- Portrait de M. le comte Stanislas Kossakouski, miniature, 1812 ;
- Portrait de Mme de C…, miniature, 1812 ;
- Portrait de M. L… miniature, 1812 ;
- Portrait de M. B. miniature, 1812 ;
- Portrait de M. Boisrard, géographe, miniature, 1814 ;
- Portrait de M. la Peyriere, miniature, 1814 ;
- Portrait en pied de Mlle L…, miniature, 1814 ;
- Portrait de Zimmerman, miniature, 1814 ;
- Portrait de Mme G…, 1814 ;
- Plusieurs autres miniatures 1814 ;
- Portrait de S. A. R. Monsieur, 1817 ;

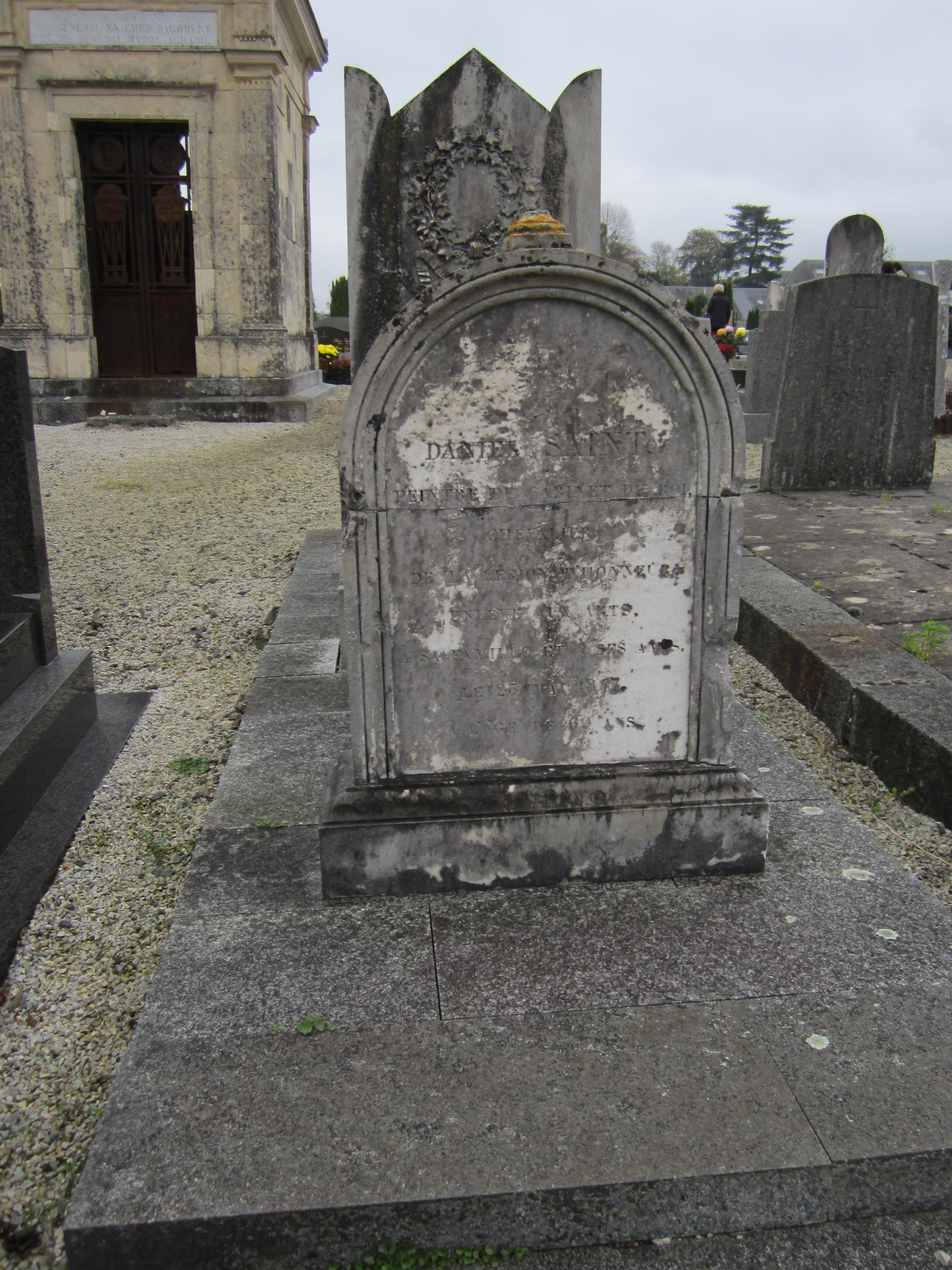
Sépulture de Daniel Saint.

- Portrait de M. le duc de Grammont, 1817 ;

- Portrait de M. le duc de Guiche, 1817 ;
- Portrait de M. V…, 1817 ;
- Portrait de Mme la vicomtesse de S…, 1817 ;
- Portrait de Mme G…, 1817 ;
- Un cadre de miniature, 1819 ;
- Plusieurs portraits en miniature, 1822 ;
- Plusieurs portraits miniatures, 1824 ;
- Plusieurs portraits miniatures, 1827 ;
- Portraits en miniature, 1831 ;
- Portrait du roi, miniature, 1833 ;
- Portraits en miniature et à l’aquarelle, 1833 ;
- Portraits en miniature et à l’aquarelle, 1834 ;
- Portraits en miniature et à l’aquarelle, 1836 ;
- Portraits en miniature et à l’aquarelle, 1837 ;
- Portraits en miniature, 1839 ;
- L’Impératrice Joséphine, miniature, Rueil-Malmaison ; musée national des châteaux de Malmaison et de Bois-Préau ;
- Médaillon ovale à deux faces, miniature, Paris ; musée du Louvre département des Arts graphiques ;
- Portrait d’homme tenant un livre, miniature, Paris ; musée du Louvre département des Arts graphiques ;
- Portrait d’homme, miniature, Paris ; musée du Louvre département des Arts graphiques ;
- Portrait d’une jeune femme en noir, miniature, Paris ; musée du Louvre département des Arts graphiques ;
- Portrait de Charles X, en buste, miniature, Paris ; musée du Louvre département des Arts graphiques ;
- Portrait de Madame Cardon, miniature, Rueil-Malmaison ; musée national des châteaux de Malmaison et de Bois-Préau ;
- Portrait de Mme Édouard Jullien, née Marie Amélie Beauvalet, miniature, Paris ; musée du Louvre département des Arts graphiques ;
- Portrait de Mme Savary, duchesse de Rovigo, miniature, Paris ; musée du Louvre département des Arts graphiques ;
- Portrait de madame Augustin de Lapeyrière, miniature, Paris ; musée du Louvre département des Arts graphiques.